# Alna
Pour les articles homonymes, voir Alna (Maine).
Alna est un quartier (bydel) de la ville d'Oslo en Norvège.
Le district est subdivisé en huit quartiers :
- Alnabru
- Ellingsrud
- Furuset
- Haugerud
- Hellerud
- Lindeberg
- Trosterud
- Tveita

## Démographie
Le 1er janvier 2004, il y avait 43 612 personnes vivant dans l'arrondissement. 21 199 (49 %) étaient de sexe masculin. Il y avait 968 immigrants en provenance des pays de l'Ouest et 13.990 en provenance de pays non-occidentaux. Les immigrants  étaient pour la plupart de Turquie (1.170), du Pakistan (1165), du Sri Lanka (1161), de l'ancienne Yougoslavie (1078), et de Somalie (756). Il y a eu 677 naissances en 2003, et 385 décès. La même année, 6 875 personnes se sont installées dans l'arrondissement, tandis que 6 767 ont quitté. Le revenu moyen pour l'arrondissement est de NOK 220 390, un peu plus faible que la moyenne pour la ville de 254 429.